# Pago inmediato
Un pago inmediato es un método para intercambiar dinero y procesar pagos, lo que permite una transferencia casi inmediata de dinero entre cuentas bancarias, en lugar del más típico de uno a tres días hábiles.
Muchos países han implementado sistemas de pago instantáneo y muchas plataformas de pago instantáneo se encuentran actualmente en desarrollo en todo el mundo, debido a la creciente necesidad de transacciones más rápidas y confiables.
El Euro Retail Payments Board (ERPB) define los pagos inmediatos como: 

Soluciones electrónicas de pago minorista disponibles las 24 horas del día, los 7 días de la semana, los 365 días del año y que dan como resultado la compensación interbancaria inmediata o casi inmediata de la transacción y el abono en la cuenta del beneficiario con confirmación al pagador (segundos después del inicio del pago).

## Antecedentes
El crecimiento del comercio electrónico ha provocado cambios en los patrones de gasto de las personas. Las compras ya no se limitan al horario comercial habitual, lo que crea nuevos desafíos para las transferencias de fondos. De manera similar, los comerciantes requieren sistemas de transferencia de dinero más rápidos y fiables para mantenerse al día con las demandas de los consumidores.
Los pagos electrónicos tradicionales como las transferencias bancarias simples, que realizan la transferencia electrónica de fondos en pocos días hábiles, no se ajustan a las expectativas del usuario. Según un estudio de Nordea de 2018, los pagos instantáneos se convertirán en el estándar para las transferencias electrónicas de fondos, donde los clientes podrán acceder digitalmente a sus aseguradoras y administrar sus fondos.

## Adopción
En 2017, Walmart, el minorista más grande de Estados Unidos, anunció que comenzará a ofrecer pagos instantáneos a sus empleados a través de una aplicación digital, lo que les permitirá acceder a una parte de los salarios por las horas que ya han trabajado.
En 2018, la red de entrega a pedido Postmates se asoció con Visa para permitir el desembolso de fondos en tiempo real a toda su flota. La nueva función, llamada "Depósitos instantáneos" se ejecuta en Visa Direct, la plataforma de pago automático en tiempo real de Visa, y está disponible para toda la flota de Postmate en los Estados Unidos.

## Ejemplos
Una lista no exhaustiva de sistemas disponibles hoy y en un futuro cercano es la siguiente: 
| Nombre                                               | País                     | Lanzamiento | Descripción                                                                                | Fuente de pagos          | Identificadores                                                     | Funcionalidades especiales                                 |
| ---------------------------------------------------- | ------------------------ | ----------- | ------------------------------------------------------------------------------------------ | ------------------------ | ------------------------------------------------------------------- | ---------------------------------------------------------- |
| Wero                                                 | Alemania Francia Bélgica | 2024        | Desarrollador por la Iniciativa de Pagos Europea                                           | Cuenta bancaria          | Número de teléfono Códigos QR                                       | Pago transfronterizo instantáneo                           |
| NPP - New Payments Platform                          | Australia                | 2018        |                                                                                            | Cuenta bancaria          | Número de teléfono Correo electrónico Número de empresa australiano | Pagos recurrentes                                          |
| Pix                                                  | Brasil                   | 2020        | Es parte del Sistema de Pago Instantáneo (SPI) implementado por el Banco Central de Brasil | Cuenta bancaria          | Número de teléfono Códigos QR Correo electrónico Pix Key/Alias      |                                                            |
| AliPay                                               | China                    | 2004        | Implementado por Alibaba                                                                   |                          |                                                                     |                                                            |
| Baidu Wallet                                         | China                    |             | Implementado por Baidu                                                                     |                          |                                                                     |                                                            |
| Quick Pay (WeChat- WeChat Pay)                       | China                    | 2013        |                                                                                            |                          |                                                                     |                                                            |
| Sina Weiboy                                          | China                    |             |                                                                                            |                          |                                                                     |                                                            |
| IBPS - Internet banking payment system               | China                    | 2010        |                                                                                            | Cuenta bancaria E-wallet | Número de teléfono Códigos QR                                       |                                                            |
| Bizum                                                | Andorra España           | 2016        | En 2025 se ampliaría a Portugal e Italia                                                   | Cuenta bancaria          | Número de teléfono Códigos QR                                       | Pago transfronterizo instantáneo Donaciones directas a ONG |
| Zelle                                                | Estados Unidos           | 2016        |                                                                                            |                          |                                                                     |                                                            |
| Venmo                                                | Estados Unidos           | 2018        |                                                                                            |                          |                                                                     |                                                            |
| RTP - Real-Time Payments                             | Estados Unidos           | 2017        |                                                                                            |                          |                                                                     |                                                            |
| IMPS - Immediate Payment Service                     | India                    | 2010        |                                                                                            | Cuenta bancaria          |                                                                     |                                                            |
| UPI - Unified Payments Interface                     | India                    | 2016        |                                                                                            |                          |                                                                     |                                                            |
| Bancomat Pay                                         | Italia                   | 2019        | Implementado por Bancoma En 2025 se ampliarían pagos a España y Portugal                   |                          |                                                                     |                                                            |
| ZENGIN                                               | Japón                    | 1973        |                                                                                            |                          |                                                                     |                                                            |
| Dutch Payment Association                            | Países Bajos             | 2019        |                                                                                            |                          |                                                                     |                                                            |
| MBway                                                | Portugal                 | 2015        | En 2025 se ampliarían pagos a España y Portugal                                            |                          |                                                                     |                                                            |
| Faster Payments Service (FPS)                        | Reino Unido              | 2008        |                                                                                            |                          |                                                                     |                                                            |
| Система Быстрых Платежей - Fast Payments System      | Rusia                    | 2019        |                                                                                            |                          |                                                                     |                                                            |
| Swish (Suecia) MobilePay (Dinamarca) Vipps (Noruega) | Suecia Dinamarca Noruega | 2012        |                                                                                            |                          |                                                                     |                                                            |
| RT1                                                  | Unión Europea            | 2017        | No es un sistema disponible directamente a usuarios finales                                |                          |                                                                     |                                                            |
| TIPS - TARGET Instant Payments Settlement            | Unión Europea            | 2018        | No es un sistema disponible directamente a usuarios finales                                |                          |                                                                     |                                                            |

## Comparación con billeteras digitales
En los sistemas de pago basados en billetera digital como Paytm, PayPal, Apple Pay, AliPay, WeChat Pay, etc., los usuarios reciben una notificación inmediata de la transacción, pero los fondos se transfieren en el mejor de los casos al siguiente día hábil. 
El tiempo de liquidación depende del método de pago subyacente elegido por el cliente, mientras que para los sistemas de pago instantáneo, los fondos se transfieren en segundos o minutos. 